# Mycosphaerella typhae
Mycosphaerella typhae är en svampart som beskrevs av J. Schröt. 1894. Mycosphaerella typhae ingår i släktet Mycosphaerella och familjen Mycosphaerellaceae.  Arten är reproducerande i Sverige. Inga underarter finns listade i Catalogue of Life.